# Harry Levy-Lawson, 1:e viscount Burnham
Harry Lawson Webster Levy-Lawson, 1:e viscount Burnham, född 18 december 1862 och död 20 juli 1933, var en brittisk tidningsman.
Burnham efterträdde 1903 sin far som ledare för The Daily Telegraph, och var under första världskriget ordförande i presskonferensen som förmedlade de officiella krigsnyheterna till den engelska pressen. Burnham var även liberal parlamentsledamot. 1921 var han som ordförande i nationernas förbunds internationella arbetskonferens.